# Biton schreineri
Biton schreineri är en spindeldjursart som först beskrevs av William Frederick Purcell 1903.  Biton schreineri ingår i släktet Biton och familjen Daesiidae. Inga underarter finns listade.